# Alfred Thomas Torbert

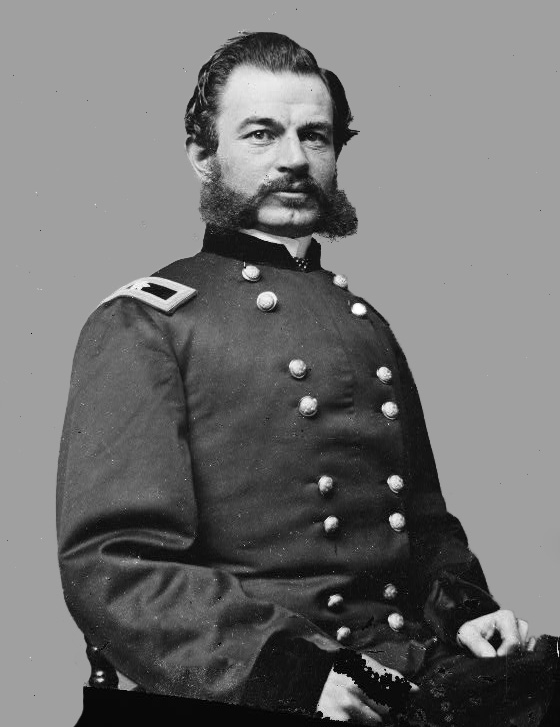
Alfred Thomas Torbert

Alfred Thomas Torbert (Georgetown, 1 de julio de 1833 - 29 de agosto de 1880) fue un militar estadounidense, oficial del ejército de los Estados Unidos y general del ejército federal en la guerra civil.

## Primeros tiempos
Torbert nació en Georgetown. Se graduó en West Point y en 1855 se convirtió en Subteniente en el segundo regimiento de infantería.

## Guerra civil
Antes del inicio de la Guerra Civil, fue nombrado primer teniente del Ejército de la Confederación el 16 de marzo de 1861, pero rechazó este ascenso y continúo siendo teniente dentro del ejército de los Estados Unidos. El 16 de septiembre de ese mismo año fue nombrado coronel del primer regimiento de infantería de voluntarios de Nueva Jersey y el 29 de agosto de 1862 fue el comandante de la brigada de los VI Corps en la ejército del the Potomac. En la campaña de Maryland de 1862 fue herido en Crampton en la batalla de South Mountain. 
Torbert fue nombrado brigadier general el 29 de noviembre de 1862 y el 10 de abril de 1864 obtuvo el mando de la primera división de caballería de la armada del Potomac, la cual comandó durante la campaña terrestre.
Durante la campaña de los valles de 1864 del mayor-general Philip Sheridan, Torbert comandó los cuerpos de caballería del ejército de Shenandoah siendo promovido para mayor-general el 9 de septiembre de 1864. 
Recibió diferentes honores por su participación en las batallas de batalla de Gettysburg, Haw's Shop, Winchester y la Cedar Creek. Torbert comandé el ejército de Shenandoah desde el 22 de abril de 1865 hasta el 27 de junio de 1865.

## Posguerra
Una vez finalizada la guerra, Torbert sirvió en una serie de puestos diplomáticos como cónsul en El Salvador en 1869, en La Habana en 1871 y en París en 1873.
Alfred Torbert se ahogó en Cabo Cañaveral, en el hundimiento del S.S. Vera Cruz el 29 de agosto de 1880. Su cuerpo fue recuperado el 31 de agosto de 1880, siendo enterrado en el cementerio metodista episcopal de Milford.